# Saint-Cannat
Saint-Cannat település Franciaországban, Bouches-du-Rhône megyében. Lakosainak száma 5877 fő (2022. január 1.). Saint-Cannat Aix-en-Provence, La Barben, Éguilles, Lambesc és Rognes községekkel határos.

## Népesség
A település népessége az elmúlt években az alábbi módon változott:
| Lakosok száma | 1675 | 2384 | 3918 | 5183 | 5388 | 5550 | 5634 | 5638 | 5648 | 5877 |
|               | 1968 | 1982 | 1990 | 2006 | 2013 | 2015 | 2017 | 2019 | 2020 | 2022 |